# Bluesman (canção)
Bluesman é um single do cantor Baco Exu do Blues, este single pertence a um álbum com o mesmo nome BLUESMAN. São 2 minutos e 53 segundos de musica lançados no ano de 2018.

## Composição
A musica retrata o orgulho de ser negro em um país racista e retrata a dificuldade do compositor em aceitar isto, porem o prazer que ele sente após esta dificuldade, como é retratado no trecho:
| “ | Eles querem um preto com arma pra cima 'Num' clipe na favela, gritando cocaína Querem que nossa pele seja a pele do crime Que Pantera Negra só seja um filme Eu sou a porra do Mississipi em chama Ele tem medo pra caralho de um próximo Obama Racista, filha da puta, aqui ninguém te ama Jerusalem que se foda, eu 'tô' á procura de Wakanda | ” |

Durante toda a musica deixa evidente a devoção do autor pelo gênero blues, que historicamente foi um gênero que deu a liberdade de expressão aos negros, que porem, só foi aceito quando brancos começaram a tocar este estilo musical. Entre outros problemas sociais o autor também retrata sua vontade de continuar uma mudança no mundo que vive.

## Premiações e certificados
Junto com o álbum, a musica foi reconhecida na premiação do Festival de Criatividade de Cannes que desbancou grandes nomes da musica internacional como a cantora Beyonce e o cantor Jay-z.
| Ano  | Prêmio/Certificação                   | Categoria                | Resultado | Ref   |
| ---- | ------------------------------------- | ------------------------ | --------- | ----- |
| 2020 | Disco por Pró-Musica Brasil           | Single                   | Platina   | [ 4 ] |
| 2019 | Festival de Publicidade de Cannes     | Entertainment for Music  | Venceu    | [ 5 ] |
| 2018 | Prêmio Multishow de Música Brasileira | Clipe do Ano - Superjúri | Venceu    | [ 6 ] |